# Бужане

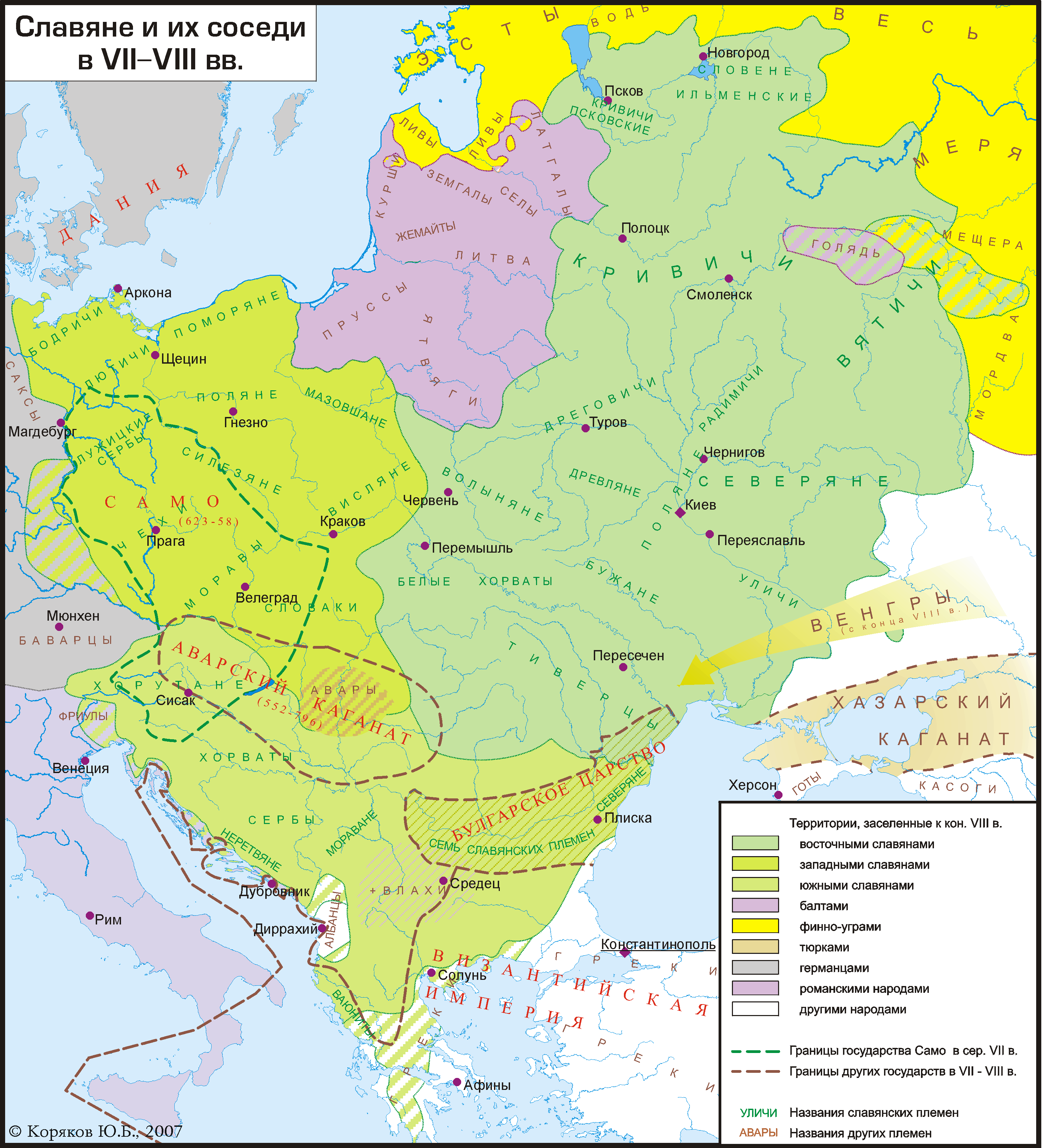
Карта расселения славян и их соседей на конец VIII века.

Бужа́не — славянское племя, жившее в бассейне верхнего течения Западного Буга (от которого, по словам летописца, и получили своё название). С конца XI века бужане также именуются волынянами (от города Велынь).
Упоминаются в Повести временных лет при перечислении древнерусских племен, говоривших на славянских языках. По данным Баварского Географа (IX век), бужане (лат. Busani) имели 230 «городов» (замков). Один из основоположников русской исторической географии, Н. П. Барсов, считал, что название племени происходит не от реки Буг, а от племенного центра, города Бужска (ныне Буск). Академик В. В. Седов полагал, что бужане (наряду с древлянами, полянами и дреговичами) выделились из среды дулебов. Эти племена составили юго-западную группу восточного славянства, и при этом сохранили единство погребального обряда, а также такого важнейшего этноопределяющего признака, как женские височные кольца. По распространенному мнению, позднее бужане стали известны под именем волынян — от топонима Велынь (Волынь). После включения в состав Древнерусского государства в X веке бужане потеряли свою независимость и больше не упоминаются в исторических источниках.